# Надеждинська сільська рада (Диканський район)
Надеждинська сільська рада — колишній орган місцевого самоврядування у Диканському районі Полтавської області з центром у селі Надежда.

## Населені пункти
Сільраді були підпорядковані населені пункти:
- c. Надежда
- с. Климківка